# Saint-Paul-la-Roche
Saint-Paul-la-Roche è un comune francese di 518 abitanti situato nel dipartimento della Dordogna nella regione della Nuova Aquitania.

## Società

### Evoluzione demografica
Abitanti censiti